# Polyrhaphis pilosa
Polyrhaphis pilosa es una especie de escarabajo longicornio del género Polyrhaphis, tribu Polyrhaphidini, subfamilia Lamiinae. Fue descrita científicamente por Lane en 1965.

## Descripción
Mide 24-36,8 milímetros de longitud.

## Distribución
Se distribuye por Bolivia, Brasil, Ecuador, Guayana Francesa y Perú.